# Котовское (Крым)
Кото́вское  (до 1945 года Бюте́нь, Бюйте́н; укр. Котовське, крымскотат. Büyten, Буйтен) — село в Раздольненском районе Республики Крым, входит в состав Славновского сельского поселения (согласно административно-территориальному делению Украины — Славновского сельского совета Автономной Республики Крым)

## Население
| 2001 | 2014 |
| ---- | ---- |
| 691  | ↘499 |

Всеукраинская перепись 2001 года показала следующее распределение по носителям языка
| Язык             | Процент |
| ---------------- | ------- |
| русский          | 51.66   |
| крымскотатарский | 26.05   |
| украинский       | 17.95   |
| другие           | 0.14    |

### Динамика численности
| - 1864 год — 14 чел. - 1889 год — 83 чел. - 1892 год — 40 чел. - 1900 год — 167 чел. - 1915 год — 81/12 чел. - 1926 год — 206 чел. | - 1939 год — 188 чел. - 1989 год — 650 чел. - 2001 год — 691 чел. - 2009 год — 646 чел. - 2014 год — 499 чел. |

## Современное состояние
На 2016 год в Котовском числится 11 улиц; на 2009 год, по данным сельсовета, село занимало площадь 63,6 гектара, на которой в 226 дворах проживало 646 человек. В селе действуют средняя общеобразовательная школа-детский сад (ранее общеобразовательная школа I—III ступеней и детский сад «Тополёк», библиотека. Котовское связано автобусным сообщением с райцентром и соседними населёнными пунктами.

## География
Котовское — самое западное село района, у границы с Черноморским районом. Расположено, в степном Крыму, высота центра села над уровнем моря — 30 м. Ближайшие населённые пункты — Славное в 5,7 км на северо-восток и Далёкое Черноморского района в 6,8 км на юго-запад. Расстояние до райцентра около 34 километров (по шоссе), ближайшая железнодорожная станция Евпатория — примерно 71 километр. Транспортное сообщение осуществляется по региональной автодороге 35К-012 Черноморское — Воинка (по украинской классификации — Т-0107).

## История
Видимо, татарская деревня Бютень была покинута жителями, эмигрировавшими в Османскую империю перед присоединением Крыма к России, поскольку ни в Камеральном Описании Крыма… 1784 года, ни в последующих ревизиях она не числится. На военно-топографической карте генерал-майора Мухина 1817 года деревня обозначена, как пустующая, на карте 1836 года в деревне 1 дворов, а на карте 1842 года обозначена условным знаком «малая деревня», то есть, менее 5 дворов.
В 1860-х годах, после земской реформы Александра II, деревню приписали к Курман-Аджинской волости Евпаторийского уезда. В «Списке населённых мест Таврической губернии по сведениям 1864 года», составленном по результатам VIII ревизии 1864 года, Буйтень — владельческая татарская деревня, с 7 дворами и 14 жителями и мечетью при колодцах. По обследованиям профессора А. Н. Козловского 1867 года, вода в колодцах деревни была пресная, а их глубина колебалась от 10 до 15 саженей (21—33 м). На трехверстовой карте Шуберта 1865—1876 года в деревне Бюйтень обозначено 7 дворов. А, согласно «Памятной книжке Таврической губернии за 1867 год», деревня была покинута жителями в 1860—1864 годах, в результате эмиграции крымских татар, особенно массовой после Крымской войны 1853—1856 годов, в Турцию и оставалась в развалинах. В «Памятной книге Таврической губернии 1889 года», по результатам Х ревизии 1887 года, в деревне Буйтень числилось 12 дворов и 83 жителя. Согласно «…Памятной книжке Таврической губернии на 1892 год», в деревне Буйтень, входившей в Отузский участок, было 40 жителей в 7 домохозяйствах.
Земская реформа 1890-х годов в Евпаторийском уезде прошла после 1892 года, в результате Буйтень приписали к Агайской волости. По «…Памятной книжке Таврической губернии на 1900 год» в деревне числилось 167 жителей в 26 дворах. По Статистическому справочнику Таврической губернии. Ч.II-я. Статистический очерк, выпуск пятый Евпаторийский уезд, 1915 год, в деревне Буйтень Агайской волости Евпаторийского уезда числилось 32 двора со смешанным населением в количестве 81 человека приписных жителей и 12 — «посторонних», из которых 43 мужчины и 50 женщин. Жители владели 1047 десятинами удобной земли (4 двора с землёй, 28 — безземельные). В хозяйствах имелось 165 лошадей, 4 вола, 42 коровы и 600 голов мелкого скота.
После установления в Крыму Советской власти, по постановлению Крымревкома от 8 января 1921 года № 206 «Об изменении административных границ» была упразднена волостная система и в составе Евпаторийского уезда был образован Бакальский район, в который включили село, а в 1922 году уезды получили название округов. 11 октября 1923 года, согласно постановлению ВЦИК, в административное деление Крымской АССР были внесены изменения, в результате которых округа были отменены, Бакальский район упразднён и село вошло в состав Евпаторийского района. Согласно Списку населённых пунктов Крымской АССР по Всесоюзной переписи 17 декабря 1926 года, в селе Буйтень (Бютень), в составе упразднённого к 1940 году Киргиз-Казацкого сельсовета Евпаторийского района, числилось 44 двора, из них 40 крестьянских, население составляло 206 человек, из них 90 татар, 68 белорусов, 29 немцев, 14 украинцев, 2 русских, 3 записаны в графе «прочие». Постановлением ВЦИК РСФСР от 30 октября 1930 года был создан Фрайдорфский еврейский национальный район (переименованный указом Президиума Верховного Совета РСФСР № 621/6 от 14 декабря 1944 года в Новосёловский) (по другим данным 15 сентября 1931 года) и село включили в состав Ак-Мечетского района, а после создания в 1935 году Ак-Шеихского района (переименованного в 1944 году в Раздольненский) Бютень включили в его состав. Видимо, тогда же село определили центром сельсовета, что зафиксированно в справочнике на 1940 год. По данным всесоюзной переписи населения 1939 года в селе проживало 188 человек.
Вскоре после начала Великой Отечественной войны, 18 августа 1941 года крымские немцы из села были выселены, сначала в Ставропольский край, а затем в Сибирь и северный Казахстан. В годы войны, во время освобождения Крыма в 1944 году в окрестностях села погибли и были похоронены рядовые Васинкин Сергей Никитович и Гаврош Владимир Гаврилович. В 1967 году они были перезахоронены в братской могиле, в которую погребли ещё 6 неизвестных бойцов. На могиле установили памятник в виде скульптурной группы, изображащей скорбящую женщину, обнимающую маленькую девочку, одновременно посвятив его воинам-землякам, павшим и пропавшим без вести на различных фронтах войны. Постановлением Совета министров Республики Крым № 627 от 20 декабря 2016 года памятник отнесён к категории объектов культурно-исторического наследия России регионального значения.
В 1944 году, после освобождения Крыма от фашистов, согласно Постановлению ГКО № 5859 от 11 мая 1944 года, 18 мая крымские татары были депортированы в Среднюю Азию.
Указом Президиума Верховного Совета РСФСР от 21 августа 1945 года Бютень был переименован в Кантовское и Бютеньский сельсовет — в Котовский. С 25 июня 1946 года в составе Крымской области РСФСР, а 26 апреля 1954 года Крымская область была передана из состава РСФСР в состав УССР. Время включения в Славновский сельсовет пока не установлено: на 15 июня 1960 года село уже числилось в его составе. Указом Президиума Верховного Совета УССР «Об укрупнении сельских районов Крымской области», от 30 декабря 1962 года Раздольненский район был упразднён и село присоединили к Черноморскому. 1 января 1965 года, указом Президиума ВС УССР «О внесении изменений в административное районирование УССР — по Крымской области», вновь включили в состав Раздольненского. Время упразднения сельсовета пока не установлено — видимо, это произошло в свете того же указа «Об укрупнении…» 1962 года, поскольку в справочнике 1968 года Котовское уже в составе Славновского. В период с 1954 по 1968 годы к селу присоединили посёлок Миражное. По данным переписи 1989 года в селе проживало 650 человек. С 12 февраля 1991 года село в восстановленной Крымской АССР, 26 февраля 1992 года переименованной в Автономную Республику Крым. С 21 марта 2014 года в составе Крыма аннексировано Россией.
12 мая 2016 года парламент Украины, не признающий российскую аннексию, принял постановление о переименовании села в Бюйтен (укр. Бюйтен), в соответствии с законами о декоммунизации, однако данное решение не вступает в силу до «возвращения Крыма под общую юрисдикцию Украины».